# Avia Woluwe
L'Avia Woluwe est un ancien club de handball belge, il était basé dans la ville de Woluwe-Saint-Lambert.

## Palmarès
- 1 fois vainqueur de la Coupe de Belgique de handball masculin

## Parcours
| Saison    | Division   | Rang | Coupe |
| --------- | ---------- | ---- | ----- |
| 1961-1962 | ?          | ?    | ?     |
| 1962-1963 | ?          | ?    | ?     |
| 1963-1964 | ?          | ?    | ?     |
| 1964-1965 | Division 2 | ?    | ?     |
| 1965-1966 | ?          | ?    | ?     |
| 1966-1967 | ?          | ?    | ?     |
| 1967-1968 | ?          | ?    | ?     |
| 1968-1969 | ?          | ?    | ?     |
| 1969-1970 | ?          | ?    | ?     |
| 1970-1971 | ?          | ?    | ?     |
| 1971-1972 | ?          | ?    | ?     |
| 1972-1973 | ?          | ?    | ?     |
| 1973-1974 | ?          | ?    | ?     |
| 1974-1975 | ?          | ?    | ?     |
| 1975-1976 | ?          | ?    | ?     |
| 1976-1977 | ?          | ?    | ?     |
| 1977-1978 | ?          | ?    | ?     |
| 1978-1979 | ?          | ?    | ?     |
| 1979-1980 | ?          | ?    | ?     |
| 1980-1981 | ?          | ?    | ?     |
| 1981-1982 | ?          | ?    | ?     |
| 1982-1983 | ?          | ?    | ?     |
| 1983-1984 | ?          | ?    | ?     |
| 1984-1985 | ?          | ?    | ?     |
| 1985-1986 | ?          | ?    | ?     |
| 1986-1987 | ?          | ?    | ?     |
| 1987-1988 | ?          | ?    | ?     |
| 1988-1989 | ?          | ?    | ?     |
| 1989-1990 | ?          | ?    | ?     |
| 1990-1991 | ?          | ?    | ?     |
| 1991-1992 | ?          | ?    | ?     |
| 1992-1993 | ?          | ?    | ?     |
| 1993-1994 | ?          | ?    | ?     |
| 1994-1995 | ?          | ?    | ?     |
| 1995-1996 | ?          | ?    | ?     |
| 1996-1997 | ?          | ?    | ?     |
| 1997-1998 | ?          | ?    | ?     |
| 1998-1999 | ?          | ?    | ?     |
| 1999-2000 | ?          | ?    | ?     |
| 2000-2001 | ?          | ?    | ?     |
| 2001-2002 | ?          | ?    | ?     |
| 2002-2003 | ?          | ?    | ?     |
| 2003-2004 | ?          | ?    | ?     |
| 2004-2005 | ?          | ?    | ?     |
| 2005-2006 | ?          | ?    | ?     |
| 2006-2007 | ?          | ?    | ?     |
| 2007-2008 | ?          | ?    | ?     |
| 2008-2009 | ?          | ?    | ?     |
| 2009-2010 | ?          | ?    | ?     |
| 2010-2011 | ?          | ?    | ?     |
| 2011-2012 | ?          | ?    | ?     |
| 2012-2013 | ?          | ?    | ?     |
| 2013-2014 | ?          | ?    | ?     |
| 2014-2015 | ?          | ?    | ?     |
| 2015-2016 | ?          | ?    | ?     |